# Blut Aus Nord
Blut Aus Nord este o formație de black metal/avant garde metal din Franța, fondată în anul 1994.